# گای مودیست
گای مودیست (انگلیسی: Guy Modeste; ۱۰ اوت ۱۹۵۴ – ۱۹ دسامبر ۲۰۱۸) بازیکن فوتبال اهل فرانسه بود.
از باشگاه‌هایی که در آن بازی کرده‌است می‌توان به باشگاه فوتبال سن-اتین و باشگاه فوتبال کن اشاره کرد.